# Гімн Нігерії
Arise, O Compatriots (укр. Постаньте, співвітчизники) — національний гімн Нігерії.

## Історія
В період з 1914 по 1960 роки офіційним гімном Нігерії був британський гімн «God Save the Queen». Після проголошення незалежності у 1960 році він був замінений на «Nigeria We Hail Thee», який був написаний Лілліаном Джіном Уільямсом на слова Францеса Бенди. У 1978 році був проголошений конкурс на слова до нового гімну. Переможцями стали Джон А. Ілечукву, Еме Етім Акпан, Б. А. Огуннайке, Соту Омоігуі, П. О. Адерібіге. Потім Нігерійським оркестром поліції під керівництвом Бенедикта Еліде Одіасе була написана музика.

## Слова гімну
Arise, O compatriots,
Nigeria's call obey: To serve our Fatherland: With love and strength and faith.
The labour of our heroes past: Shall never be in vain,
To serve with heart and might: One nation bound in freedom, peace and unity.
O God of creation,
Direct our noble cause;
Guide our Leaders right:
Help our Youth the truth to know,
In love and honesty to grow,
And living just and true,
Great lofty heights attain,
To build a nation where peace and justice reign.